# Municipio de Washington (condado de Carroll, Ohio)
El municipio de Washington (en inglés: Washington Township) es un municipio ubicado en el condado de Carroll en el estado estadounidense de Ohio. En el año 2010 tenía una población de 1239 habitantes y una densidad poblacional de 18,38 personas por km².

## Geografía
El municipio de Washington se encuentra ubicado en las coordenadas 40°36′49″N 81°1′39″O / 40.61361, -81.02750. Según la Oficina del Censo de los Estados Unidos, el municipio tiene una superficie total de 67.4 km², de la cual 67,33 km² corresponden a tierra firme y (0,1 %) 0,07 km² es agua.

## Demografía
Según el censo de 2010, había 1239 personas residiendo en el municipio de Washington. La densidad de población era de 18,38 hab./km². De los 1239 habitantes, el municipio de Washington estaba compuesto por el 98,14 % blancos, el 0,08 % eran afroamericanos, el 0,32 % eran asiáticos, el 0,24 % eran de otras razas y el 1,21 % eran de una mezcla de razas. Del total de la población el 1,05 % eran hispanos o latinos de cualquier raza.